# アル・グレイ
アル・グレイ（Al Grey、1925年6月6日 - 2000年3月24日）は、カウント・ベイシー楽団のメンバーを務めたアメリカのジャズ・トロンボーン奏者。プランジャー・ミュート奏法で知られ、1987年には『Plunger Techniques』という教則本を出版した。

## 略歴
アル・グレイはアメリカ合衆国バージニア州アルディに生まれ、ペンシルベニア州ポッツタウンで育った。4歳の時に父が率いるグッドウィル・ボーイズというバンドで演奏し、トロンボーンと出会った。第二次世界大戦中はアメリカ海軍に従軍し、そこでもトロンボーンを演奏し続けた。除隊後まもなくベニー・カーターのバンドに参加、その後はジミー・ランスフォード、ラッキー・ミリンダー、ライオネル・ハンプトンのバンドに参加した。1950年代にはディジー・ガレスピーやカウント・ベイシーのビッグバンドで活躍。1960年代にはビリー・ミッチェルやジミー・フォレストらを伴うバンドを率いた。晩年にはクラーク・テリーやJ・J・ジョンソンとレコーディングを行った。自身の名義で30枚、バンド名義で70枚に及ぶレコーディングを行っている。
グレイの初期のトロンボーン奏法は、トラミー・ヤングに影響を受けている。彼はワイルドで力強く、豊かなサウンドを生み出した。ソロは、正確にタイミングを合わせたシンコペーションを伴う、短くはっきりとしたフレーズで構成されることが多かった。しかし、プランジャーを演奏する際には、最も柔らかなフィルインを生み出し、リードヴォイスにメロディックなレスポンスを添えた。彼の演奏のこの側面は、1972年のアルバム『ビング'ン・ベイシー』でビング・クロスビーのボーカルに応えて演奏する際に、非常に効果的に聴こえてくる。
彼は糖尿病を含むいくつかの病気に苦しみ、74歳でアリゾナ州スコッツデールにて亡くなった。

## ディスコグラフィ

### リーダー・アルバム
- 『ディジー・アトモスフェア』 - Dizzy Atmosphere (1957年、Specialty)
- The Last of the Big Plungers (1960年、Argo)
- 『思索するトロンボーン』 - The Thinking Man's Trombone (1961年、Argo)
- The Al Grey - Billy Mitchell Sextet (1962年、Argo)
- 『スナップ・ユア・フィンガーズ』 - Snap Your Fingers (1962年、Argo)
- Having a Ball (1963年、Argo)
- Boss Bone (1964年、Argo)
- 『ナイト・ソング』 - Night Song (1963年、Argo)
- Shades of Grey (1965年、Tangerine)
- 『アル・グレイ・アンド・ワイルド・ビル・デイヴィス』 - Al Grey Et Wild Bill Davis (1972年、Black and Blue)
- 『アル・グレイ・フィーチャリング・アーネット・コブ』 - Al Grey Feat. Arnett Cobb (1977年、Black and Blue)
- 『トロンボーン・バイ・ファイヴ』 - Trombone By Five (1978年、Black and Blue)
- 『グレイズ・ムード』 - Grey's Mood (1979年、Black and Blue)
- Get It Together (1979年、Pizza Express)
- O.D. (Out 'Dere) (1980年、Greyforrest) ※with ジミー・フォレスト
- Struttin' and Shoutin'  (1983年、Columbia)
- 『アル・グレイ＝ビリー・ミッチェル・セクステット』 - The Al Grey - Billy Mitchell Sextet (1984年、Argo)
- 『シングス・アー・ゲティング・ベター・オール・ザ・タイム』 - Things Are Getting Better All the Time (1984年、Pablo) ※with J・J・ジョンソン ※旧邦題『朝日のごとくさわやかに』
- Just Jazz (1984年、Uptown) ※with バディ・テイト
- 『アル・グレイ・アンド・ヤスパー・シロ・クインテット』 - Al Grey & Jesper Thilo Quintet (1986年、Storyville)
- Al Grey Featuring Arnett Cobb and Jimmy Forrest (1987年、Black and Blue)
- The New Al Grey Quintet (1988年、Chiaroscuro)
- Al Grey Fab (1990年、Capri)
- Live at the Floating Jazz Festival (1991年、Chiaroscuro)
- Christmas Stockin' Stuffer (1992年、Capri)
- Truly Wonderful (1992年、Stash) ※with ジミー・フォレスト
- Centerpiece: Live at the Blue Note (1995年、Telarc)
- Me 'n' Jack (1996年、Pullen Music)
- Matzoh and Grits (1998年、Arbors)
- 『エコーズ・オブ・ニューオーリンズ』 - Echoes Of New Orleans (1998年、Progressive)
- 『ナイト・トレイン・リヴィジテッド』 - Night Train - Revisited (1999年、Storyville) ※with ジミー・フォレスト